# Котово (Торопецкий район)
Котово — исчезнувшая деревня в Торопецком районе Тверской области. Располагалась на территории Василёвского сельского поселения.

## География
Деревня была расположена на юго-востоке района, примерно в 12 километрах к северо-востоку от Торопца. В Котово находился железнодорожный вокзал. Ближайшими населенными пунктами являлись деревни Орехово и Успенское.

## История

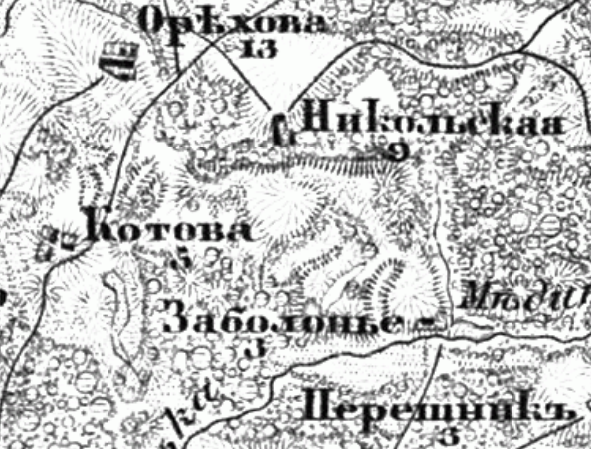
Деревня и окрестности на карте 1871 года

Деревня Котова впервые упоминается на топографической карте Фёдора Шуберта, изданной в 1871 году. Имела 5 дворов.
В списке населённых мест Псковской губернии за 1885 год значится деревня Котова Гора. Располагалась при ручье в 12 верстах от уездного города. Входила в состав Туровской волости Торопецкого уезда. Имела 6 дворов и 41 жителя.
На карте РККА 1923—1941 годов обозначена деревня Котово. Имела 13 дворов.